# Милица Бранкович (Епирско деспотство)
Вижте пояснителната страница за други личности с името Милица Бранкович.
Милица Бранкович (на сръбски: Милица Бранковић) († 1464) е сръбска благородничка от XV век, съпруга на последния владетел на Епирското деспотство Леонардо III Токо.
Милица е втората дъщеря на сръбския деспот Лазар Бранкович и Елена Палеологина. Дядо ѝ по бащина линия е Георги Бранкович, а баба ѝ – Ирина Кантакузина. По-голямата ѝ сестра Елена Бранкович става последната кралица на Босна между 1461 и 1463 г. по време на брака си с крал Стефан Томашевич Котроманич. По-малката ѝ сестра Ирина Бранкович е съпруга на Гьон II Кастриоти, единствения син на националния герой на Албания Скендербег.
Милица се омъжва за Леонардо III Токо на 1 май 1463 г.
Тя умира през 1464 г. докато ражда техния син Карло III Токо. Карло III Токо по-късно наследява баща си като титулярен владетел на Епир и Закинтос.